# دیدگاه خواننده دانای کل
دیدگاه خواننده دانای کل (انگلیسی: Omniscient Reader's Viewpoint; کره‌ای: 전지적 독자 시점) همچنین به صورت دانای کل نیز ترجمه می‌شود، یک وب ناول کره جنوبی به نویسندگی شینگ شونگ است. نخستین بار در ۶ ژانویه ۲۰۱۸ در پلتفرم مونپیا منتشر شد و در ۲ فوریه ۲۰۲۰ به پایان رسید. ناور وب‌تون، وب‌تون سریالی‌شده ساخته شده توسط ریدایس ریدیو برای نسخه کره‌ای و لاین وب‌تون برای نسخه انگلیسی در سال ۲۰۲۰ منتشر کرد. ساخت یک مجموعه تلویزیونی انیمه اقتباسی از این وب‌تون اعلام شده است.

## شخصیت‌ها
- کیم دوک جا
- یو جونگ هیوک
- یو سانگ آه
- لی هیون سونگ
- جونگ هی وون
- لی گیل یونگ
- لی جی هه
- شین یو سونگ
- لی سول هوا
- هان سو یونگ
- یوریل

سون وو کونگ
- Secretive Plotter
- Abyssal Black Flame Dragon
- پرسفونه
- هادس